# Escola de Música do Estado de São Paulo – Tom Jobim
A Escola de Música do Estado de São Paulo – Tom Jobim, também conhecida como EMESP Tom Jobim ou simplesmente EMESP, é uma escola de música pública ligada ao Governo do estado de São Paulo localizada na cidade de São Paulo, no Largo General Osório.

## História
A escola foi fundada em 1989 tendo como reitor e seu primeiro presidente o compositor Antônio Carlos Jobim. Durante sua trajetória já foi conhecida como Universidade Livre de Música Tom Jobim (ULM) e Centro de Estudos Musicais Tom Jobim. Inicialmente ocupou o edifício onde hoje existe a Oficina Cultural Oswald de Andrade, na Rua Três Rios, e chegou a ter uma unidade no Brooklin.
A instituição já teve mais de 2500 alunos no seu período de auge, porém, após sucessivos cortes orçamentários, sua estrutura foi reduzida e professores foram demitidos. No ano de 2015, mesmo após protestos contra o governador do estado de São Paulo Geraldo Alckimin, a escola sofreu mais cortes e hoje oferece apenas 1300 vagas.
Considerada uma escola de referência internacional, oferece cursos nas áreas de música erudita e popular. São 50 cursos existentes na área de formação instrumental, além de composição, regência coral, ópera estúdio e música antiga. A instituição conta com professores reconhecidos na área artística, muitos deles atuantes na Orquestra Sinfônica do Estado de São Paulo e no Theatro Municipal de São Paulo, como a  soprano internacional Laura de Souza e o violinista Cláudio Cruz.

## Difusão artística
A EMESP Tom Jobim conta com grupos artísticos com o objetivo de complementar a formação de seus estudantes, oferecendo uma prática coletiva de seus instrumentos. São eles:
- Orquestra Jovem do Estado de São Paulo
- Orquestra Jovem Tom Jobim
- Banda Sinfônica Jovem do Estado de São Paulo
- Coral Jovem do Estado de São Paulo
- Núcleo de Música Antiga
- Ópera Estúdio